# ژاک لدو

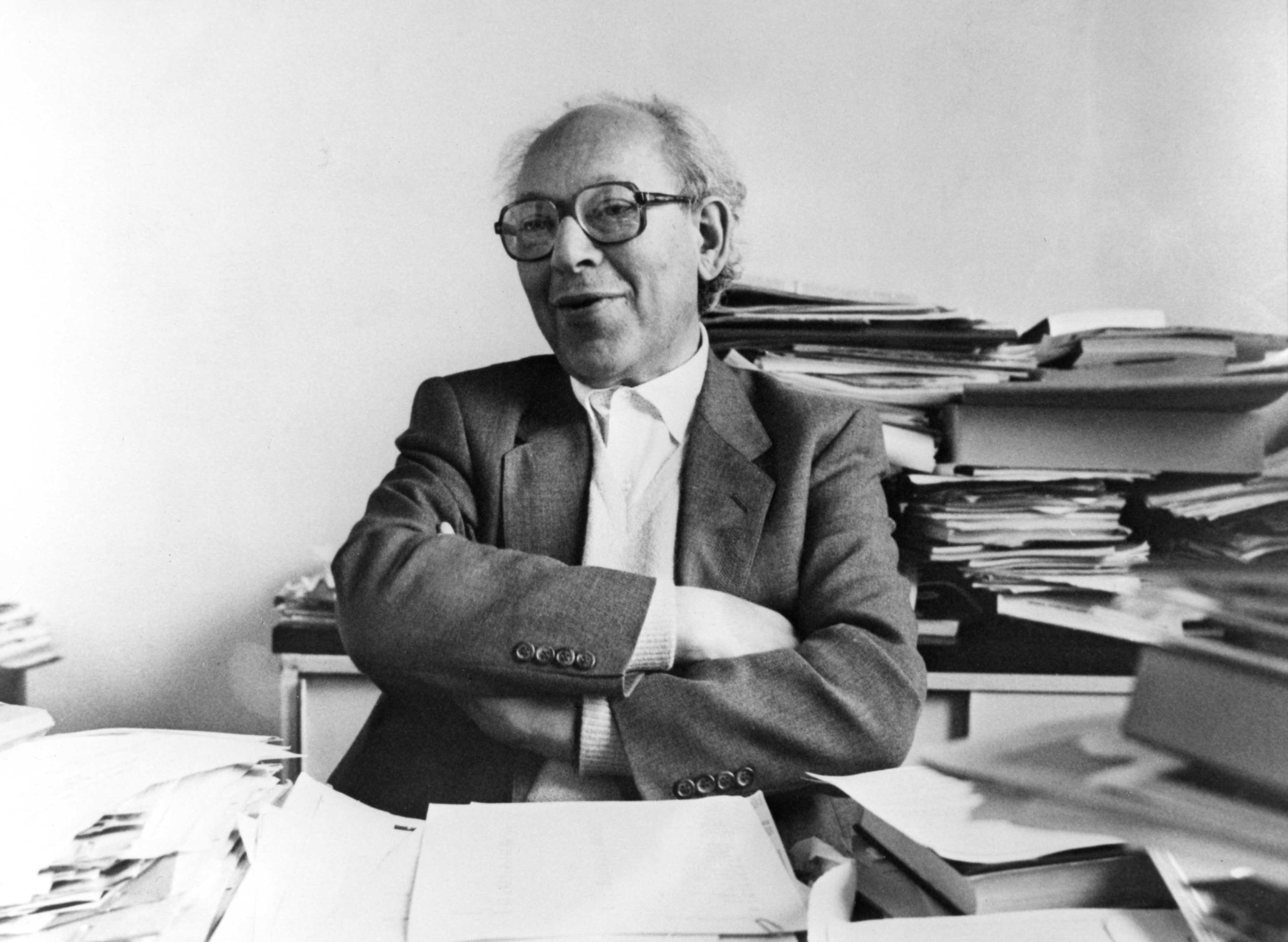
ژاک لدو

ژاک لدو (به فرانسوی: Jacques Ledoux)، (زاده ۱۹۲۱ ورشو- درگذشته ۶ ژوئن ۱۹۸۸ بروکسل)، متخصص سینما اهل بلژیک است. او از سال ۱۹۴۸ تا ۱۹۸۸ سرپرست آرشیو سلطنتی فیلم بلژیک بود و در سال ۱۹۶۲ موزه سینما را در بروکسل تأسیس کرد.
او جایزه اراسموس سال ۱۹۸۸ را دریافت کرد.